# کوسه کوتوله
کوسه کوتوله (نام علمی: Euprotomicrus bispinatus) نام یک گونه از راسته خاردارکوسه‌سانان است.